# Oswald de Kerchove de Denterghem

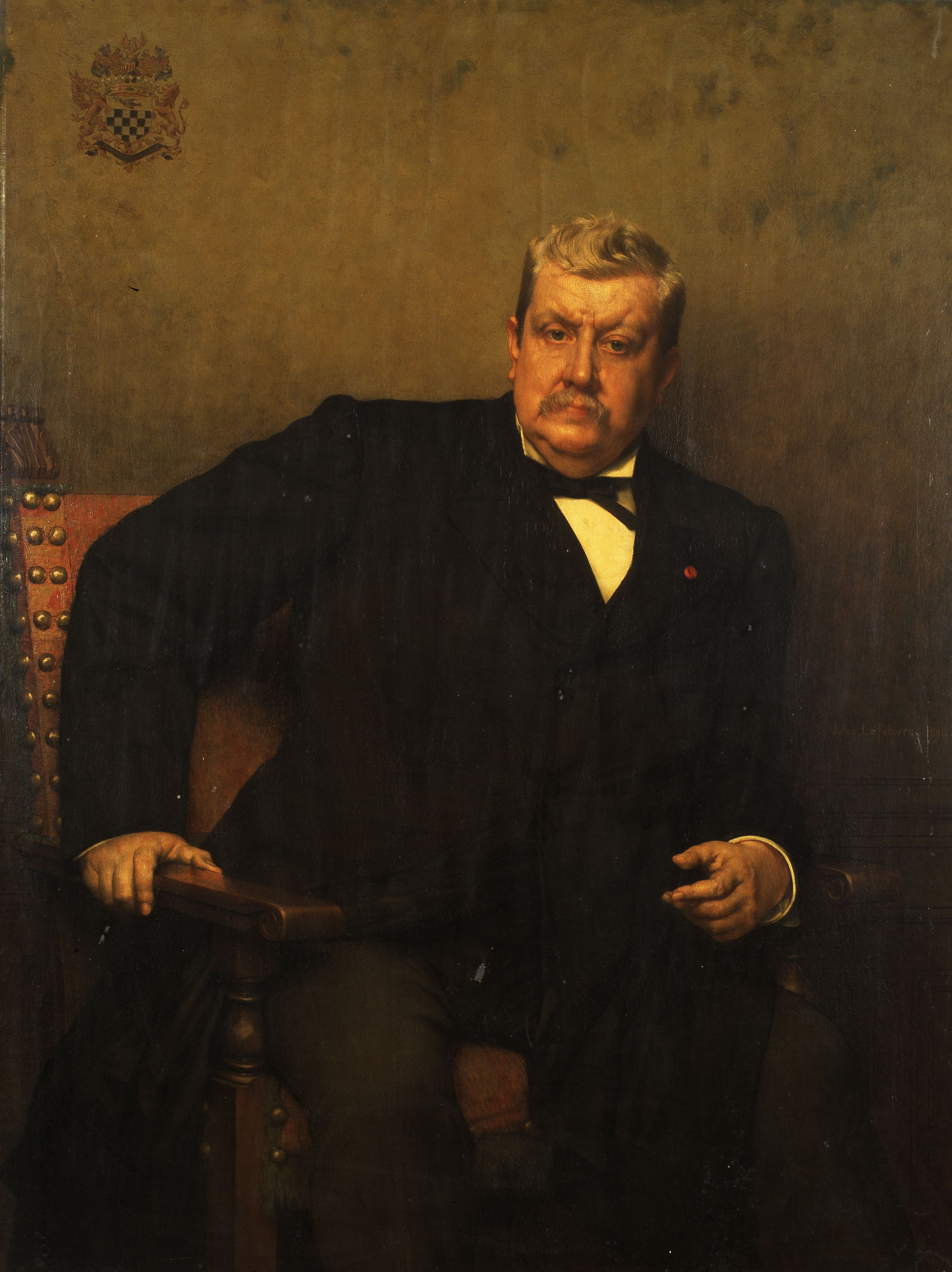
Oswald de Kerchove de Denterghem geportretteerd door Jules Joseph Lefebvre

Oswald Charles Eugène Marie Ghislain de Kerchove de Denterghem (Gent, 1 april 1844 – aldaar, 20 maart 1906) was een Belgisch liberaal politicus.

## Levensloop
Oswald de Kerchove was een zoon van de Gentse burgemeester Charles de Kerchove de Denterghem en van Eugenie de Limon.
Gepromoveerd tot doctor in de rechten en doctor in politieke en administratieve wetenschappen aan de Rijksuniversiteit Gent, werd hij advocaat. Hij vervulde heel wat openbare ambten voor de Liberale Partij:
- van 1871 tot 1878 was hij provincieraadslid van Oost-Vlaanderen
- van 1878 tot 1884 was hij provinciegouverneur van Henegouwen
- van 7 augustus 1884 tot 1894 zetelde hij voor het arrondissement Aat in de Kamer van volksvertegenwoordigers, nadat hij een buitengewone verkiezing op 5 augustus 1884 won ter vervanging van Joseph Jules Descamps
- van 1900 tot aan zijn dood in 1906 was hij provinciaal senator voor Henegouwen in de Belgische Senaat.
- van 1895 tot aan zijn dood was hij voorzitter van de Commissie van Burgerlijke Godshuizen van Gent

Als zoon en kleinzoon van twee Gentse burgemeesters stond hij ook in lijn om burgemeester te worden, maar dit werd uiteindelijk zijn schoonbroer Hippolyte Lippens in 1882.
Hij ontpopte zich daarnaast als een internationaal erkende autoriteit op het vlak van de studie van de palmen en de orchideeën. Hij was voorzitter van de Koninklijke vereniging voor land- en tuinbouwkunde van Gent (1886-1903), de organisator van de Gentse Floraliën. Van 1875 tot aan zijn dood was hij de hoofdredacteur van de Revue de l'horticulture belge et étrangère.

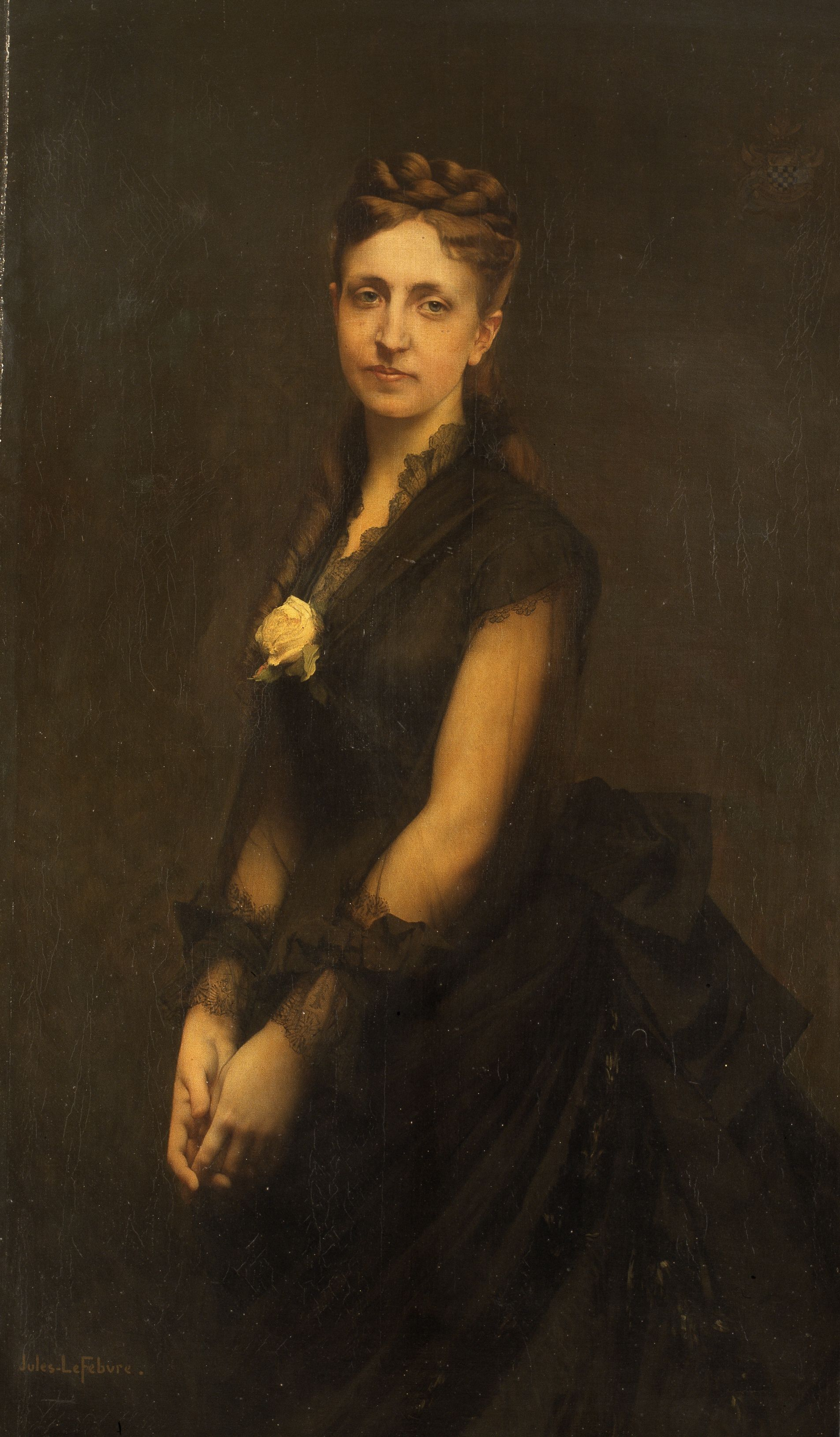
Gravin de Kerchove de Denterghem - Lippens

Hij trouwde met Maria Lippens (Gent, 1850 - 1918) dochter van volksvertegenwoordiger Auguste Lippens. Zijn dochter Marthe (1877-1956), echtgenote van volksvertegenwoordiger en senator Pol-Clovis Boël, was een bekende feministe.
Oswald de Kerchove was een actief vrijmetselaar. Hij was lid van Le Septentrion in Gent en van de Opperraad van de 33ste graad van de Aloude en Aangenomen Schotse Ritus.
Voor zijn verdienste in de tuinbouwkunde werd in april 1908 een monument onthuld op het Graaf van Vlaanderenplein, ontworpen door de Antwerpenaar Jef Lambeaux. In 1918 werd dit echter door de Duitse bezetter weggenomen om het brons te hergebruiken. In april 1923 werd een nieuw monument ingehuldigd, ontworpen door Gustaaf Van den Meersche, dat in 1974 verhuisde naar de huidige locatie in het Citadelpark wegens werken voor de afrit van de E17 naar Gent-Zuid (B401).

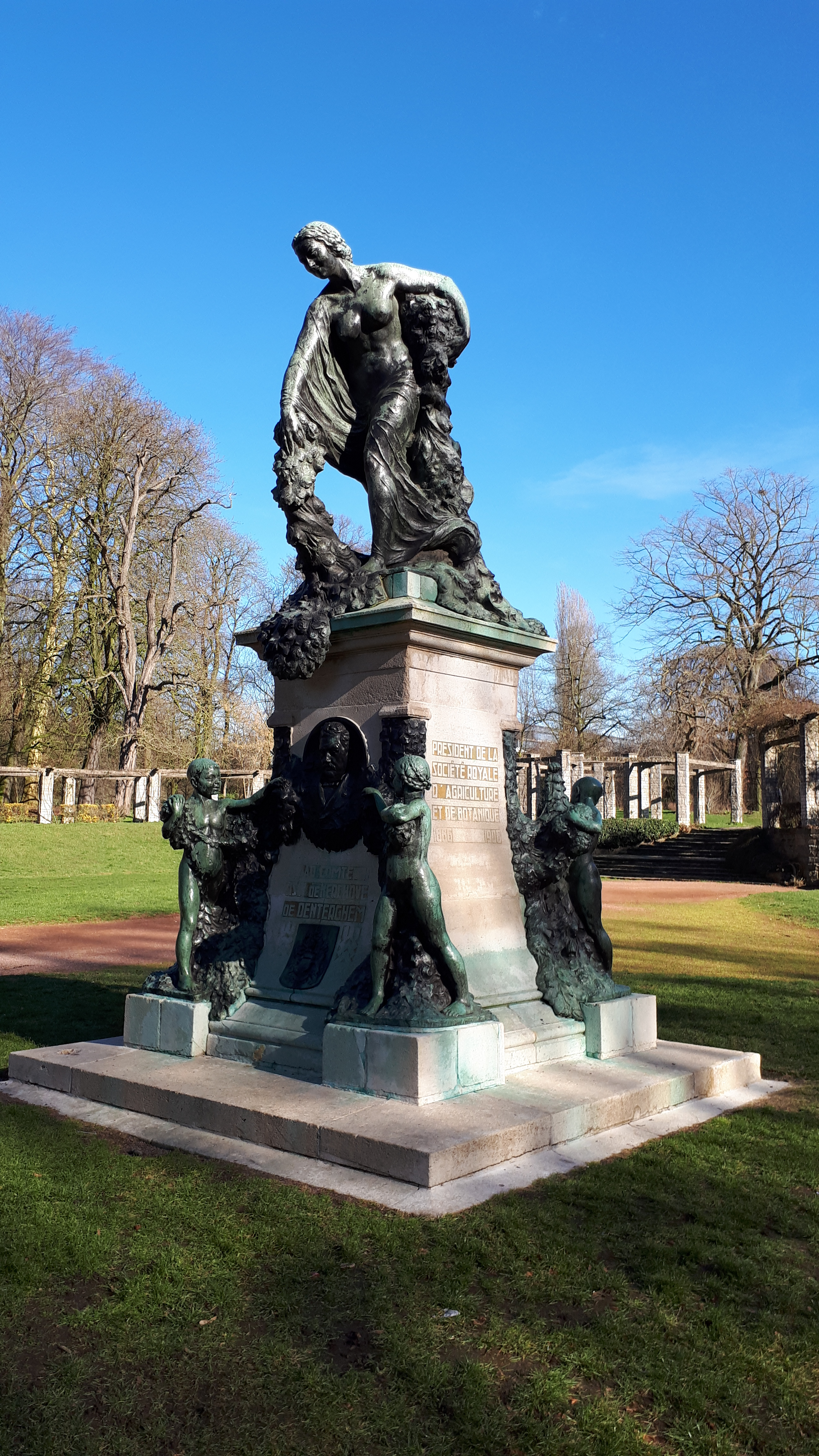
Standbeeld in het Citadelpark van Oswald de Kerchove de Denterghem, met Flora en putto

## Publicaties
- De la responsabilité des ministres dans le droit public belge, 1867.
- De werkstaking der Gentsche wevers in 1859, Gent, 1904